# Дубровский, Сергей Митрофанович
Серге́й Митрофа́нович Дубро́вский (2 марта 1900 года, Короськово, Орловская губерния, Российская империя — 19 октября 1970 года, Москва, СССР) — русский и советский историк, экономист, второй декан исторического факультета ЛГУ (1935—1936), доктор исторических наук. Был осуждён в 1936 году, затем освобождён, но арестован повторно в 1949 году. В 1956 году реабилитирован. После освобождения продолжал заниматься наукой.

## Биография

### До 1936 года
Родился в Кромском уезде Орловской губернии 2 марта 1900 года. В 1918 году вступил в РКП(б). Вместе с братом,  А. М. Дубровским, Сергей Дубровский был членом орловской «Группы социалистической молодёжи». В 1919—1924 гг. служил в РККА, занимался политико-просветительской работой.
Окончил экономическое отделение Института народного хозяйства имени Карла Маркса (1921) и историческое отделение Института красной профессуры (1924). Занимался аграрной историей. В 1923 году был направлен Институтом красной профессуры в трёхмесячную научную командировку в Германию, впоследствии посетил Германию ещё раз, через пять лет, чтобы сделать доклад на неделе русских историков.
С 1924 года — профессор по кафедре Истории аграрных отношений Тимирязевской академии, в 1925—1927 годах — декан экономического факультета Академии. С 1927 года был членом Крестинтерна. Выступал с политической критикой концепций А. В. Чаянова и других представителей организационно-производственной школы в экономике.
В 1925 году стал одним из организаторов Международного аграрного института, где с 1925 г. был заместителем директора и членом президиума Крестьянского Интернационала. Инициатор создания журнала «На аграрном фронте». В 1928 году был представителем от СССР на VI Всемирном Конгрессе историков в Норвегии.
В 1935 году после ареста Г. С. Зайделя переехал в Ленинград, где стал профессором и деканом исторического факультета ЛГУ. Однако в этой должности он пробыл недолго. В следующем году против факультетских преподавателей снова посыпались обвинения в связях с Зиновьевым и Троцким. В числе репрессированных оказался и троцкист С. М. Дубровский.

### Репрессии
23 октября 1936 года С. М. Дубровский был арестован. Обвинения против него были выдвинуты на основе показаний А. И. Малышева, сообщившего на следствии, что С. М. Дубровский якобы участвовал в «троцкистском сборище», состоявшемся в Институте красной профессуры в октябре 1933 года после одного из заседаний кафедры истории СССР. Осуждён 25 декабря 1936 года Выездной Комиссией ВС СССР по ст. 58. 8 УК РСФСР — организация контрреволюционной деятельности. Приговорён к 10 годам ИТЛ и 5 годам лишения политических прав. На процессе свою вину не признал.
Первоначально отбывал наказание на Соловках (остров «Командировка новая», затем — Соловецкая тюрьма особого назначения). Читал лекции для заключённых. Затем переведён в Норильлаг, где отправлен на Каларгон с последующим расстрелом. Но от расстрела С. М. Дубровского и ещё 20 заключенных спас начальник «Норильскстроя» А. П. Завенягин. Дубровский был возвращён в Норильск, где за примерное поведение его срок был снижен на 8 месяцев (1943 год), а затем ещё на 6 месяцев (1944 год). Освобождён условно-досрочно 30 мая 1946 года.
После освобождения жил в Казани, где работал заместителем директора Государственного музея ТАССР. Вскоре Дубровскому опять были предъявлены обвинения в участии в контрреволюционной деятельности. 25 июня 1949 года решением Особого совещания при МГБ СССР был осуждён и приговорён к ссылке на поселение в Енисейск.
В Енисейске работал водоносом, а впоследствии (до 1955) — консультантом по построению экспозиции в музее, разработке технико-экономических планов. О пребывании С. М. Дубровского и его семьи в Енисейске вспоминает дочь известного красноярского пианиста А. Е. Шварцбурга Наталья:
Воспоминания детства, — пишет Наталья Ананьевна, — мне подсказывают: на окраине Енисейска в каком-то недостроенном домике, в ужасном хаосе из опилок и книг жили профессор-историк Сергей Митрофанович Дубровский с женой. Иногда вместе с папой я бывала у них. Имя этого учёного было весьма известно: любой мог прочесть о нём в Большой Советской Энциклопедии, в данный же момент он был поражённым в правах ссыльным. Из папиных знакомых по Енисейску Дубровские были, пожалуй, самыми немолодыми людьми, а значит, и жилось им значительно трудней. Тем не менее они пытались разводить всякую живность, чтобы прокормиться. А покидая Енисейск, они, несмотря на свою немощь, везли с собой двух собак: не могли оставить их на произвол судьбы…
В 1954 году освобождён и реабилитирован.

### Последние годы
Продолжал заниматься наукой, c конца 1950-х гг. работал в Институте истории АН СССР, разрабатывал проблемы, связанные с аграрной и экономической историей. В 1960-х годах критиковал своего коллегу А. М. Анфимова за «принижение» уровня развития сельского хозяйства дореволюционной России, писал на него обвинительные письма в Отдел административных органов ЦК КПСС; позднее стал одним из первых критиков нарождающегося «нового направления» в советской исторической науке. Другим объектом его писем в тот же отдел ЦК был памятник Юрию Долгорукому. Для Дубровского, оставшегося верным бунтарско-революционному духу 1920—1930-х годов, спроектированный при Сталине памятник был символом ненавистного имперского прошлого России, и он предлагал заменить его на установленный после революции на этом месте памятник Свободе.
По воспоминаниям писателя Феликса Светова:
[Встреча] С Сергеем Митрофановичем Дубровским, милейшим человеком, о котором у меня было самое смутное воспоминание ещё поры Третьего Дома Советов, — в институте истории на Волхонке. Он, совсем пожилой человек, просидевший очень много, поразил меня удивительным спокойствием, живым интересом к мелочам чужой жизни, достоинством и незамутненной никакими побочностями самостоятельностью мышления. Спокойная сила чувствовалась в этом человеке, всё, что происходило, пронеслось над ним, он не покачнулся, начав с запятой там, где его в своё время остановили.
Скончался в 1970 году в Москве. Ему посвящены некрологи в журналах «Вопросы истории» (1971, № 1) и «История СССР» (1971, № 3). Урна с прахом захоронена в колумбарии Новодевичьего кладбища.

### Семья
Жена — Берта Борисовна Граве (урожд. Эйдельнант) (1901—1979), доктор исторических наук, профессор.

## Научная деятельность
Основными сферами исторической деятельности С. М. Дубровского были аграрная история России конца XIX — начала XX века, экономическая история, история крестьянских движений и историография.

### Экономические идеи
Относительно экономического развития Дубровский выделил две группы стран. Для одних (Франции, Японии, Австралии, Аргентины, Бразилии, Индии, Китая), по его мнению, была характерна значительная индустриализация, расширявшая внутренний рынок для продукции сельского хозяйства. В других же, менее развитых, преобладала тенденция к аграризации. Дубровский выделил три типа аграризации. К первому он отнёс страны, где развиваются и сельское хозяйство, и промышленность, но при опережающих темпах роста первого. Для стран второго типа характерно разрушение и сельского хозяйства, и промышленности, которая разрушается сильнее, поэтому страна приобретает более аграрный характер. В странах третьего типа (к ним Дубровский причислил Польшу и Чехословакию) «при развитии сельского хозяйства, хотя и замедленном, промышленность разрушается или находится в состоянии застоя». В качестве причин упадка промышленности в странах третьего типа были названы её разрушения в результате военных действий, а также «раздел побеждённых стран и разрыв в результате этого цельных хозяйственных организмов, когда в отдельные страны были выделены или только аграрные куски, или районы с сильно развитой промышленностью, что привело промышленность в этих странах, лишенную внутренней спайки, к распаду».
По мнению Дубровского, процесс аграризации сопровождался двоякими последствиями. В экономической области — сужением внутреннего рынка для продукции как промышленности, так и сельского хозяйства, ростом зависимости от внешнего рынка с тенденцией превращения государств этого типа в полуколонии. В области классовых отношений — резким обострением классовой борьбы. Интересен критерий оценки аграрных реформ в ряде стран. Главным автор считал то, идут ли аграрные реформы по линии перехода от крепостного к капиталистическому хозяйству, «хотя бы замедленного, хотя бы такого перехода, который не приводит к положительным для господствующих классов результатам, или же они идут лишь по линии перемещения только в рамках капиталистического хозяйства, именно, по линии перехода от крупного капиталистического хозяйства к мелкому». Дубровский склонялся к позитивной оценке аграрных реформ, полагая, что «отрицание или недооценка наличия остатков крепостничества в этих странах приводит к неправильному пониманию их аграрного строя, а соответственно и к неправильному пониманию смысла и значения крестьянского движения».
Критиковал его как своего давнего оппонента Е. С. Варга.

### Основные труды
- Дубровский С. М. Очерки русской революции. — М., 1920.
- Дубровский С. М. Современный аграрный вопрос и задачи его изучения / «Аграрные проблемы». — М., 1926. — № 1.
- Дубровский С. М. К вопросу о сущности «азиатского способа производства», феодализма, крепостничества и торгового капитала. — М., 1929.
- Дубровский С. М. Столыпинская земельная реформа. — М., 1963.
- Дубровский С. М. Сельское хозяйство и крестьянство России в период империализма. — М., 1975 (издано после смерти учёного).